# ラムしゃぶ

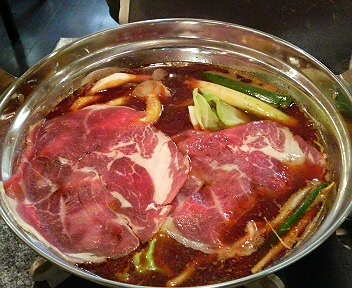
ラムしゃぶ

ラムしゃぶは、羊肉（ラム肉）のしゃぶしゃぶ料理。北海道の郷土料理である。

## 概要
北海道の名物料理「ジンギスカン」と同様に北海道を代表する羊肉料理である。

## 特徴

### 使用肉
使用肉はラム肉（仔羊肉）の冷凍ロール肉を薄くスライスしたもの。又は、チルド品が用いられる。一般的なものは、冷凍品であり、一般家庭・スーパーなど販売店で見掛ける場合が多い。チルド品は、北海道のしゃぶしゃぶ専門店・精肉店などで見掛ける。チルド品は、近年の食肉加工・輸送技術の発達により登場した。また、牛肉・豚肉などに比べると灰汁が非常に多いが、カロリーは最も低い。

### 調味液
家庭で調理する場合、付けだれは、北海道のタレメーカー（ベル食品・ソラチなど）では、専用の付けだれが製造されるが、大手メーカーのしゃぶしゃぶ用の付けだれでも代用される。
種類
- 醤油ベース（ポン酢・おろし）・塩ベース（ポン酢）・ゴマベース・味噌ベースなど。

## その他
関東地方のジンギスカンブーム（ジンギスカンの項を参照）により脚光を浴び、東京都内にもラムしゃぶを提供する店舗も存在する。
北京の火鍋料理に「涮羊肉（シュワンヤンロウ,  ピンイン：shuàn yáng ròu）」と呼ばれる羊肉でしゃぶしゃぶをする料理がある。